# Wiesław Apostoluk
Wiesław Apostoluk (ur. 1944) – polski inżynier chemik. Absolwent Politechniki Wrocławskiej. Od 2006 r. profesor Wydziału Chemicznego Politechniki Wrocławskiej.